# جزءبندی
یک جزءبندی (به انگلیسی: Meronomy) یا بخش‌بندی (به انگلیسی: partonomy) نوعی سلسله‌مراتب است که با «روابط جزء-کل» سروکار دارد، این مفهوم در مقابل مفهوم آرایه‌شناسی است، که در آن رده‌بندی بر اساس «مجموعه‌های مجزا» انجام می‌شود.
برهمین اساس واحد رده‌بندی در جزءبندی یک جزء (به انگلیسی: meron) یا بخش است، درحالیکه واحد رده‌بندی در آرایه‌شناسی یک آرایه (به انگلیسی: taxon) است.
گاهی به رابطه جزء-کل، رابطه «HAS-A» (یکی دارد) گفته می‌شود، و این رابطه متناظر با مفهوم ترکیب شیء (به انگلیسی: object composition) در برنامه‌نویسی شیءگرا است. به علم مطالعه جزءبندی، جزءشناسی (به انگلیسی: Mereology) می‌گویند، و در زبان‌شناسی، یک جزءواژه نامی است که به «بخش ساختاری»، «یک بخش ذاتی»، یا «یک عضو» از چیزی داده می‌شود.
«"X" یک جزء "Y" است» اگر «یک X یک بخش از Y باشد».
از این ساختار مفهومی در زبان‌شناسی و علوم رایانه استفاده می‌شود، و در زیست‌شناسی هم کاربردهایی دارد. 

## مثال
- ماشین اجزایی دارد: موتور، چراغ حلو، چرخ
  - موتور اجزایی دارد: محفظه میل لنگ، کاربوراتور
  - چراغ جلو اجزایی دارد: لامپ، آینه

## در نمایش دانش
در عبارات صوری، در زمینه بازنمود دانش و هستی‌شناسی، یک جزءبندی یک ترتیب‌جزئی از انواع مفاهیم، همراه با رابطه «جزء-کل» است.
در مطالعه کلاسیک اجزا و کل‌ها، «جزءشناسی» سه اصل موضوعی دارد: رابطه عضویت این ویژگی‌ها را دارد:
- ترایا است: «جزء جزء حتماً جزء کل است»- اگر A بخشی از B است و B بخشی از C است، آنوقت A بخشی از C است.
- بازتابی است: «هر چیزی جزء خودش است» - A یک جزء A است.
- پادمتقارن است: «هیچ چیزی جزئی از جزء خودش نیست»-  اگر A یک جزء B است و A ≠ B آنوقت B جزئی از A نیست.

جزءبندی در زبان‌های وب معنایی مثل OWL و SKOL قابل نمایش است. در زبان‌های طبیعی آن‌ها توسط جزءواژگی و کل‌واژگی نمایش می‌یابند.